# خانه پوشالی (ترانه ریدیوهد)
«خانه پوشالی» (به انگلیسی: House of Cards) نام آهنگی از گروه آلترنیتیو راک انگلیسی ریدیوهد است که در سال ۲۰۰۸ منتشر شد و هشتمین آهنگ آلبوم در رنگین‌کمان‌ها است. "خانه مقوایی" به همراه آهنگ جسددزد به عنوان ترک اضافی منتشر شد.

## لیست آهنگ‌ها
1. House of Cards (radio edit)
2. Bodysnatchers

## نماهنگ
نماهنگ آهنگ توسط جیمز فراست و آرون کابلین کارگردانی شد و حاوی عکس‌های از صورت تام یورک، صورت مردم مختلف، تصاویری از نماهای خارج شهر و مردمی که در حال ورود و خروج پارتی هستند است.

## جایزه گرمی
آهنگ کاندید دریافت سه جایزه گرمی از جمله بهترین اجرای راک، بهترین آهنگ راک و بهترین نماهنگ کوتاه شد.